# فلش‌گات
فلش‌گات (به انگلیسی: FlashGot) نام یکی از افزونه‌های رایگان مرورگر فایرفاکس می‌باشد که به کمک آن و با معرفی چند نرم‌افزار مدیریت دانلود مختلف، می‌توان یک یا چندین دانلود را اداره نمود.

## نرم‌افزارهای مدیریت دانلود پشتیبانی‌شده توسط افزونه فلش‌گات
نام برخی از نرم‌افزارهای مدیریت دانلودی که توسط این افزونه پشتیبانی می‌شوند بر اساس سیستم‌عامل در زیر آورده شده است.

### ویندوز مایکروسافت
- بیت‌کامت
- دانلود اکسلریتور پلاس
- دانلوداستودیو
- فلش‌گت
- فری دانلود منیجر
- گت‌رایت
- آی‌گتر
- اینترنت دانلود اکسلریتور
- اینترنت دانلود منیجر
- اوربیت دانلودر
- جی‌دانلودر
- یوتورنت
- دابلیواکس‌دانلود فست

### لینوکس
- آریا
- سی‌یوآرال
- دانلودر فور اکس
- کی‌گت
- دابلیواکس‌دانلود فست

### مک اواس ایکس
- فولکس
- آی‌گتر
- اسپید دانلود
- دابلیواکس‌دانلود فست